# René Machenaud
René Machenaud, né le 22 mai 1905 à Paris 8ème arrondissement et mort en déportation le 6 mars 1945 à Nordhausen en Allemagne, était un aviateur français. En 1932 il a battu le record du monde de hauteur de saut en parachute.